# Ламегу
Ламе́гу (порт. Lamego [lɐ'megu]) — город в Португалии, центр одноимённого муниципалитета в составе округа Визеу. По старому административному делению входил в провинцию Траз-уж-Монтиш и Алту-Дору. Входит в экономико-статистический субрегион Дору, который входит в Северный регион. Численность населения — 11 тыс. жителей (город), 26,5 тыс. жителей (муниципалитет) на 2006 год. Занимает площадь 167 км².
Покровителем города считается Дева Мария (порт. Maria).
Праздник города — 8 сентября.

## Расположение
Город расположен в 49 км на север от адм. центра округа города Визеу.
Муниципалитет граничит:
- на севере — муниципалитет Мезан-Фриу, Пезу-да-Регуа
- на востоке — муниципалитет Армамар
- на юго-востоке — муниципалитет Тарока
- на юго-западе — муниципалитет Каштру-Дайре
- на западе — муниципалитет Резенде

## История
Город известен с древних времен.
В раннее Средневековье — центр епархии Ламегу.
В 714 году город Ламегу был захвачен арабами.
В 1057 году Фердинанд I Великий, завоевывая ряд областей на севере современной Португалии, перешёл Дуэро и в числе других освободил Ламегу.
В 1139 в Ламегу Афонсу I Великий стал королем Португалии (тем самым став независимым от Леона).
В 1191 году город получил внутреннюю независимость.

## Достопримечательности
- Церковь Богоматери Исцеляющей

## Население
| Численность населения муниципалитета по годам | Численность населения муниципалитета по годам | Численность населения муниципалитета по годам | Численность населения муниципалитета по годам | Численность населения муниципалитета по годам | Численность населения муниципалитета по годам | Численность населения муниципалитета по годам | Численность населения муниципалитета по годам | Численность населения муниципалитета по годам | Численность населения муниципалитета по годам |
| --------------------------------------------- | --------------------------------------------- | --------------------------------------------- | --------------------------------------------- | --------------------------------------------- | --------------------------------------------- | --------------------------------------------- | --------------------------------------------- | --------------------------------------------- | --------------------------------------------- |
| 1801                                          | 1849                                          | 1900                                          | 1930                                          | 1960                                          | 1981                                          | 1991                                          | 2001                                          | 2004                                          | 2006                                          |
| 14 688                                        | 20 240                                        | 31 835                                        | 34 730                                        | 36 320                                        | 32 833                                        | 30 164                                        | 28 081                                        | 27 054                                        | 26 484                                        |

## Состав муниципалитета
В муниципалитет входят следующие районы:

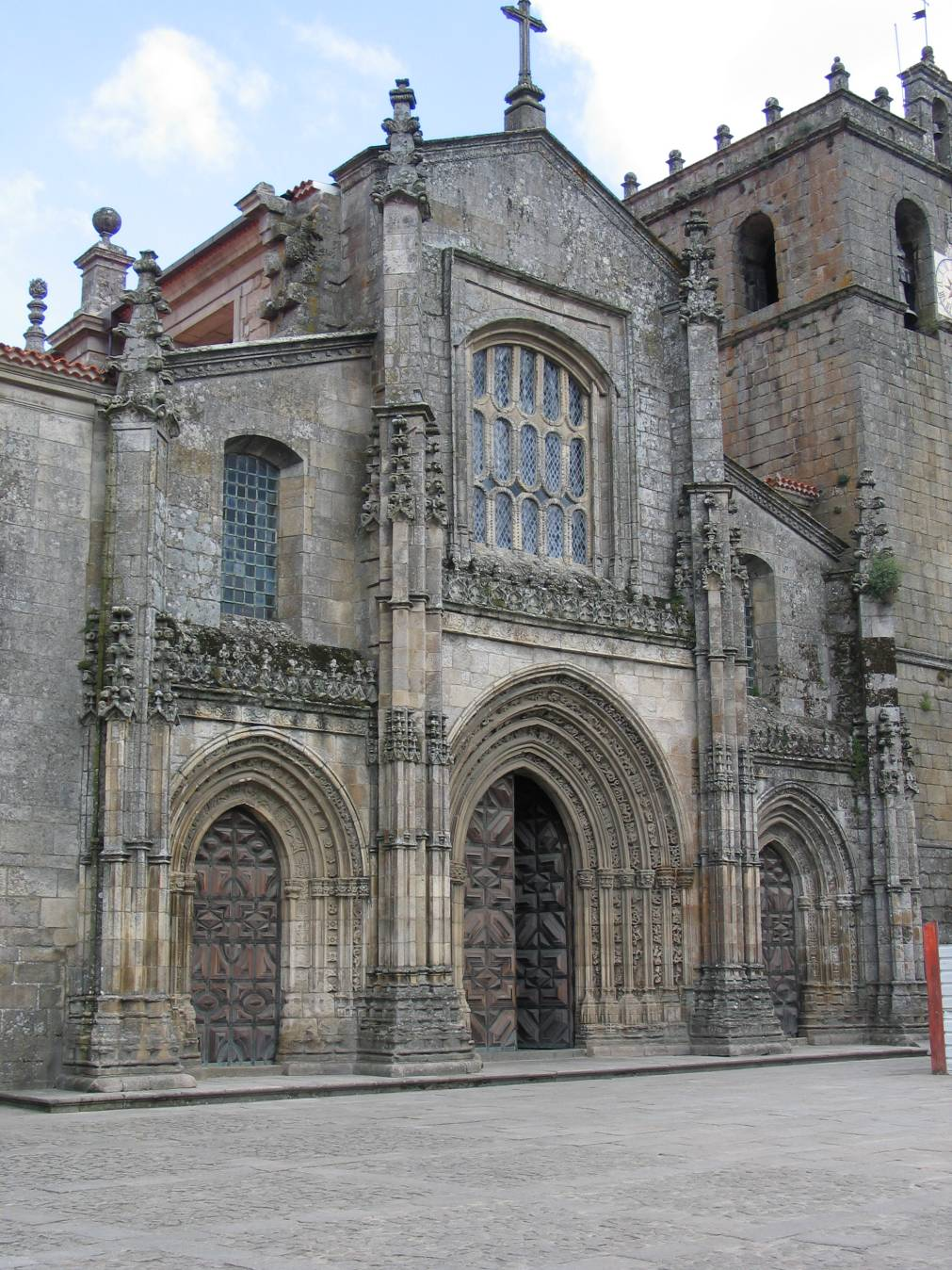

1. Алмакаве
2. Авойнш
3. Бигорне
4. Бритьянде
5. Камбреш
6. Сепойнш
7. Феррейрин
8. Феррейруш-де-Авойнш
9. Фигейра
10. Лалин[порт.]
11. Лазарин
12. Магейжа
13. Мейжиньюш
14. Мелкойнш
15. Парада-ду-Бишпу
16. Пенажойя
17. Пенуде
18. Претарока
19. Самодайнш
20. Санде
21. Се
22. Валдижен
23. Варзеа-де-Абруньяйш